# Samojedische Sprachen

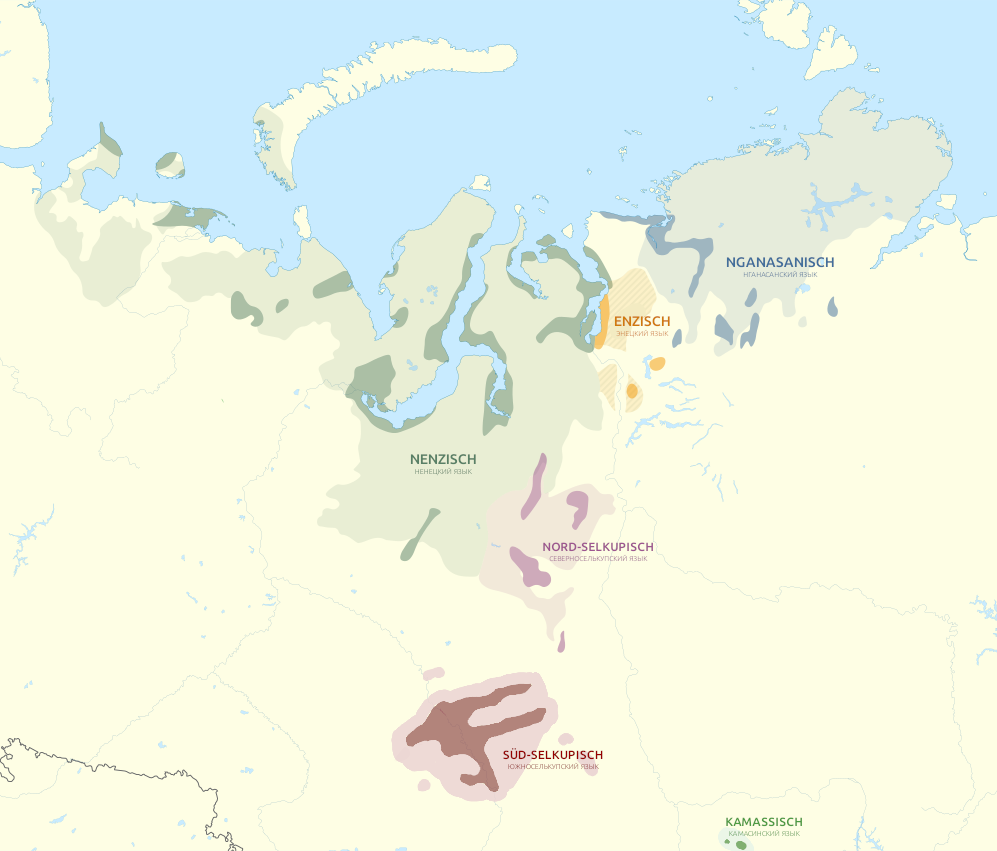
Verbreitung der samojedischen Sprachen im 21. Jahrhundert

Die samojedischen Sprachen werden von höchstens 30.000 Menschen im nördlichen Osteuropa und im nordwestlichen Sibirien gesprochen. Sie sind mit den finno-ugrischen Sprachen verwandt und bilden mit ihnen die uralische Sprachfamilie.
Am meisten verbreitet ist die nenzische Sprache, die auch als Schrift- und Amtssprache mehrerer autonomer Kreise (russisch округ, Okrug) in Russland in Gebrauch ist. Die Sprachen der Wald-Nenzen, der Enzen und Nganasanen werden von wenigen hundert Menschen gesprochen und sind schriftlos. Die ebenfalls schriftlose Sprache der Selkupen ist die letzte überlebende Sprache der süd-samojedischen Sprachen, die in Süd-Sibirien verbreitet waren. So sprachen Teile der Vorfahren sibirischer Turkvölker bis ins 18. Jahrhundert Süd-Samojedisch. Zu diesen ausgestorbenen Sprachen gehörte auch das Matorische.

## Liste der samojedischen Sprachen
- Nord-samojedische Sprachen
  - Nenzisch
    - Tundra-Nenzisch
    - Wald-Nenzisch

  - Jurakisch (Ostnenzisch, Jurazisch) (ausgestorben)
  - Enzisch (Jenissei-Samojedisch)
  - Nganasanisch (Tawgi-Samojedisch)
- Süd-samojedische Sprachen
  - Selkupisch (Ostjak-Samojedische)
  - Matorisch (ausgestorben)
  - Kamassisch (ausgestorben)

## Trivia
Die Bezeichnung Parka für eine windschützende Winterjacke soll aus dem Nenzischen stammen und über das Russische Eingang in den allgemeinen Sprachgebrauch gefunden haben.